# Anna-Karin Tornberg
Anna-Karin Tornberg, född 29 september 1971 i Kiruna, är en svensk matematiker.
Anna-Karin Tornberg växte upp i Kiruna och studerade teknisk fysik vid Uppsala universitet från 1991. Hon disputerade på Kungliga tekniska högskolan i Stockholm 2000 på avhandlingen Interface tracking methods with application to multiphase flows. Hon är professor i numerisk analys vid matematiska institutionen på Kungliga Tekniska högskolan i Stockholm och föreståndare för avdelningen för numerisk analys.
2010 utsågs Tornberg till ledamot av Kungliga Vetenskapsakademien och blev 2015 ledamot av Kungl. Ingenjörsvetenskapsakademien. Hon tilldelades Göran Gustafssons pris i matematik 2014.